# Jordi d'Egmond
Jordi d'Egmond o Joris van Egmont (Egmond, circa 1504 - Saint-Amand-les-Eaux, 26 de setembre de 1559) va ser bisbe d'Utrecht entre 1534 i 1559 

## Història
Jordi era el fill de Joan III d'Egmont. El 1526 es va convertir en canonge i després diaca del capítol de Lieja. Després va ser abat de Saint-Amand Abbey -destruïda a les guerres de la Reforma Protestant i la Revolució Francesa- a Saint-Amand-les-Eaux, al sud de Tournai. Carles V, emperador del Sacre Imperi el va nomenar bisbe d'Utrecht el 1534 com un favor a la noblesa holandesa.
Perquè havia de ser ordenat com a sacerdot, la seva consagració com a bisbe va ser endarrerida per més d'un any. Jordi es va quedar a Saint-Amand, i tenia un vicari per gestionar el bisbat. Va actuar sense èxit contra l'apogeu del calvinisme.
Després de la seva mort va ser enterrat a l'abadia de Saint-Amand, però el seu cor es troba en un cenotafi a la catedral de Sant Martí d'Utrecht. Un retrat de Jordi d'Egmont de circa de 1535, va ser pintat pel seu amic Jan van Scorel, es troba al Rijksmuseum d'Amsterdam.